# سامبيوكا بيستيوزي
سامبيوكا بيستيوزي، هي بلدة ومدينة تابعة لمحافظة بيستويا في منطقة توسكانا الإيطالية. تتكون البلدة في الحقيقة من عدة قرى مختلفة (فرازيوني)، وأهمها بافانا التي تقع على بعد 491 متر (1,611 قدم) و تريبيو الواقعة على بعد 610 إلى 750 متر (2,000 إلى 2,460 قدم)، على طول وادي ليمنترا دي سامبوكا وليمنترا أورينتال، على التوالي. تقع أقرب محطة سكة حديد هي بونتي ديلا فينتورينا، على بعد 1.5 كيلومتر (0.9 ميل) من بافانا.

## المدن التوأم
وسامباكا بيستويسي توأمة مع:
- Amgala, Western Sahara